# Ночные бабочки

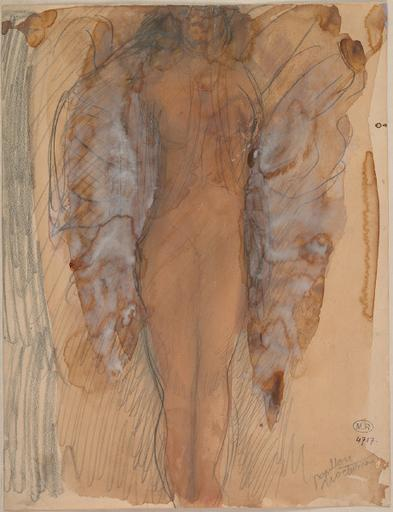
«Ночная бабочка», этюд Родена (1916)

Ночны́е ба́бочки — эвфемизм, использующийся для описания проституток.

## История

### XIX — начало XX века
Так как во Франции на «вечернем промысле» в больших городах проститутки нередко собирались у фонарей на перекрёстках улиц, шутливая аналогия с бабочками, летящими на свет, достаточна стара и не исключительна для России, её историю можно проследить как минимум до второй половины XIX века. В переписке Мопассана встречается французский эквивалент un papillon nocturne. В Стокгольме XIX века проституток, ждущих клиентов у фонарей, называли швед. nattfjärilar (ночные бабочки, ночные мотыльки).

## Использование идиомы в русском языке
В 2008 году, снят документальный фильм о пермских проституках «Ночные бабочки. Горькие истины».
Идиома активно использовалась в постперестроечном отечественном кинематографе. В 1992 году в прокат вышла мелодрама «Полёт ночной бабочки», в котором валютная проститутка, скрываясь от милиции, попадает в гостиничный номер к тихому, скромному американскому пианисту Роберту. «Роберт тот человек, с которым ей хорошо и легко, который не видит в ней девушку лёгкого поведения и сумел разглядеть в ней то, что никто никогда не замечал». В 2004 году Орынбай Жанайдаров поставил в драматических русских театрах Усть-Каменогорска и Кокшетау одноимённую пьесу.
В 2007 году Анна Самохина играла главную роль в комедийном детективе «Ночные бабочки Парижа».
Бестселлер Розмари Роджерс «Midnight Lady» (дословно «Полуночная леди») в России неоднократно издавался под названием «Ночная бабочка».
В 2007 году Владимир Колычев издал роман «Ночная бабочка. Кто же виноват?».
В 2002 году вышла книга «Полёт ночной бабочки» Михаила Серёгина. Указывалось, что сюжет книги, как и одноимённой мелодрамы 1992 года, позаимствован из того же очерка «Ночные охотницы».

## Другие значения
Первоначально термин был предложен Линнеем для классификации чешуекрылых и обозначал мотыльков (в настоящее время в биологической систематике не используется).
В литературе образ ночной бабочки (мотылька) также служил для описания роковой любви, фатального и непреодолимого влечения к предмету желания, из-за сходства ситуации с полётом мотылька к открытому пламени свечи, как у Роденберга в его «Кромвеле»:

… влечёт нас безумие невыполненных желаний, как ночную бабочку на огонь зажжённой свечки, который кажется ей огненным морем. Она бросается в него, чтобы после минутного наслаждения упасть мёртвой. Счастлив тот, кого постигнет участь ночной бабочки, так как в противном случае его ожидает тяжёлое пробуждение…